# 2004年スリランカ津波列車事故
2004年スリランカ津波列車事故（2004ねんスリランカつなみれっしゃじこ）は、2004年12月26日に発生した列車事故。2023年1月時点で、史上最多の死者を出したとされる列車事故である。
スリランカのコーストラインを走行していた満員の列車が、スマトラ島沖地震によって引き起こされた津波に呑み込まれ、1,700人以上が死亡し、100人以上が負傷した。

## 列車
#50 マータラ・エクスプレス（#50 Matara Express）は、コロンボ - ゴール間を運行する定期列車であった。
2004年12月26日、機関車の#591 マニトバ（#591 Manitoba）が牽引する列車はコロンボ・フォート駅を6時50分過ぎに出発した。この時点で列車には、運賃を支払った1,500人以上の一般の旅客に加え、政府の旅行許可などを持ったその他の旅客（詳細な数は不明）が乗車していた。
地震発生後、パレケルにあるスリランカの地震観測所は揺れを確認したが、津波が陸地まで到達するとは考えなかった。
津波の報告を受けたマラダーナ駅の指令所は、運行中だった8つの列車に停止するよう連絡したものの、マータラ・エクスプレスへの連絡には失敗した。アンバランゴダの駅では、すべての駅員が列車側の手伝いをしており電話に出ることができず、その先の駅の駅員は既に避難したか、津波に飲まれて死亡していたためである。

## 津波に襲われた列車
午前9時30分、テルワッタに近いペラリアの村の浜辺で、最初の巨大な波が見えた。周囲で水位の上昇を告げる警報が鳴り響く中、水に囲まれた列車は停車。何百人という地元住民が車両に上ったり後ろに隠れたりして、水に押し流されまいとした。最初の波を受けて客車に水が入り込み、乗客はパニック状態に陥った。約10分後、列車は押し寄せた大波に持ち上げられ、線路沿いの木や家屋に叩きつけられた。陰に入り避難しようとしていた人々は押し潰された。
満員であった8両の客車は水没したためにドアが開けられず、何度も波に押し流されるうちに乗客は内部でそのほとんどが溺死した。車両の上に乗っていた人々は放り出され、溺れるか流されてきた瓦礫に潰された。機関車は波によって100メートル先の沼まで運ばれ、機関士と助手はそこで死亡していた。
建物に残った痕跡などを元に推測される津波の高さは海抜7.5m - 9mで、列車の最高部よりも2m - 3m高かった。

## 被害
津波災害の規模が甚大であったことから、地元当局や救急サービス、軍の処理能力は限界に達し、即座に救助に向かうことができなかった。16時頃に軍のヘリコプターによって発見されるまで、スリランカ政府は列車の位置すら把握できていなかったという。地元の救急サービスは壊滅、救援の到着までは長い時間がかかった。酷い状態だった負傷者は残骸の中でそのまま死亡し、遺体の多くは1週間以上後に回収された。家族を探すために自分で現地を訪れる者もいた。コロンボから来た法医学のチームは、埋葬後にも身元を調べられるよう、身元不明遺体の写真と指紋をバタポラ病院で記録した。
スリランカ政府によると、生存者は150人余り、推定死亡者数は最低1,700人で、2,000人を超える可能性もある。しかし、回収できた遺体は約900人分で、その他は海に流されたか親族が持ち去ってしまった。
建物を10棟だけ残して破壊されたペラリアは数百人の市民を失った。 200以上の遺体が、身元不明のまま線路近くに埋葬された。

## その後
復旧した線路は、以前と同じ区間が事故を生き延びた車掌で運行され、線路沿いの再建された町では1周年の式典が行われた。
機関車と客車2両は復旧され、機関車には追悼として波のペイントが追加された。2008年以降は慰霊の式典のために毎年ペラリアへやって来る。